# RDS-37

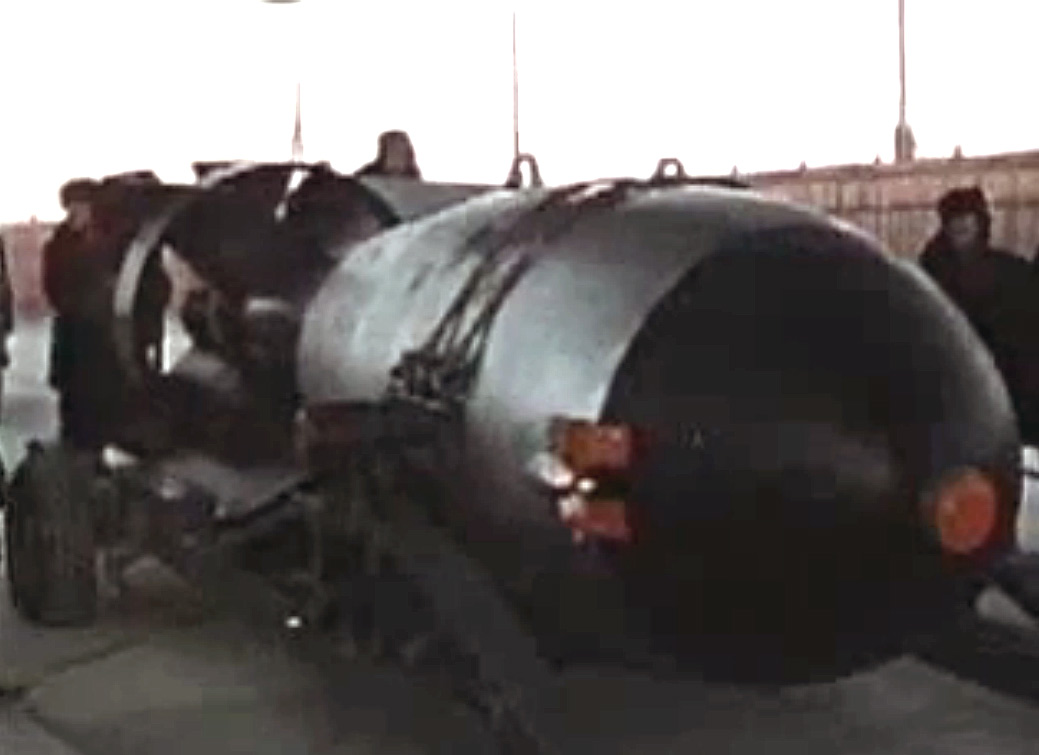
RDS-37 bomba v Semipalatinském jaderným polygonu

RDS-37 je označení pro test první sovětské termonukleární bomby, která používala Teller-Ulamovu koncepci. Sovětský svaz již otestoval termonukleární bombu 12. srpna 1953. Tato bomba však byla založena na designu „Slojka“, který vynalezl Andrej Sacharov. Tento design kombinoval vrstvy uranu-238 a deuteridu lithného s přídavkem tritia. Test této bomby měl sílu 400 kilotun TNT a jmenoval se RDS-6s (na západě označovaný jako Joe-4). Nicméně maximální síla tohoto typu bomby je omezená, proto bylo rozhodnuto udělat bombu fungující na jiném, účinnějším principu. 
Design této nové bomby označil A. Sacharov jako „třetí myšlenku“, v podstatě se však jednalo o Teller-Ulamovu koncepci. USA otestovaly první bombu používající Teller-Ulamovu koncepci 1. listopadu 1952 jako test Ivy Mike. Nicméně, tato nesmírně velká a těžká bomba používala kryogenické deuterium, které bylo uloženo v „Dewarově“ nádobě, kterou bylo chlazeno. Tato bomba nemohla být svržena z bombardéru. USA použily později deuterid lithný v testu Castle Bravo, který měl sílu 15 megatun. Sovětský svaz cítil potřebu vyvinout podobnou bombu. První takovou bombou byla právě ta testovaná jako RDS-37. Bomba měla mít původně sílu 3 megatuny, nicméně tato síla byla zredukována na polovinu. Tato redukce byla provedena pravděpodobně nahrazením poloviny deuteridu lithného inertní látkou (nejspíše obyčejným hydridem lithným). Sovětský svaz byl rozhodnut udělat bombu schopnou svržení z letadla. Test této bomby byl uskutečněn 22. listopadu 1955 (asi 3 roky po bombě Ivy Mike). Bomba byla svržena z bombardéru Tupolev Tu-16 nad testovací oblastí v Semipalatinsku. F. P. Golovaško, kapitán letadla, které svrhlo bombu, byl jmenován Hrdinou Sovětského svazu. Síla bomby byla 1,6 megatuny. Smutným faktem této bomby je to, že má na svědomí smrt několika lidí (například způsobila pád zemljanky, který zabil jednoho vojáka nebo smrt malé holčičky, která se nacházela v 65 kilometrů vzdáleném městě Kurčatov).